# Regimentul 55 Infanterie (1916-1918)
Regimentul 55 Infanterie a fost o unitate de nivel tactic din rezerva armatei permanente care s-a constituit la 14/27 august 1916, prin mobilizarea unităților și subunităților de infanterie din cercul de recrutare Piatra Neamț, din cadrul Comandamentului IV Teritorial.:p. 92 Regimentul a făcut parte din organica Brigăzii 27 Infanterie. La intrarea în război, Regimentul 55 Infanterie a fost comandat de locotenent-colonelul Alexandru Calmuschi. Regimentul 55 Infanterie a participat la acțiunile militare pe frontul românesc, pe toată perioada războiului, între 14/27 august 1916 - 28 ocotmbrie/11 noiembrie 1918.
Drapelul de luptă al regimentului a fost decorat cu cea mai înaltă distincție de război, Ordinul „Mihai Viteazul”, clasa III:
„Pentru vitejia și avântul cu care au luptat atât ofițerii cât și trupa Regimentului 55/67 Infanterie, în aprigele lupte din iulie și august 1917 și în care au reînnoit gloria câștigată în grelele lupte din 1916. Pe frontul de la Nămoloasa au rezistat cu îndârjire timp de o lună, celor mai îngrozitoare bombardamente și încercări de atac, fără să dea un pas înapoi și fără ca inamicul să poată pătrunde cât de puțin, în sectorul lor. În bătălia de la Mărășești, a dat în noaptea de 1-2 august mai multe contraatacuri furioase, oprind înaintarea germanilor, iar la 6 august în aceiași bătălie 4 atacuri inamice, s-au sfărâmat de liniile pe atunci slab întărite, ale acestui glorios regiment.”
Înalt Decret No. 1126 din 30 septembrie 1917

## Decorații
- Ordinul „Mihai Viteazul”, clasa III[4]